# 下加利利

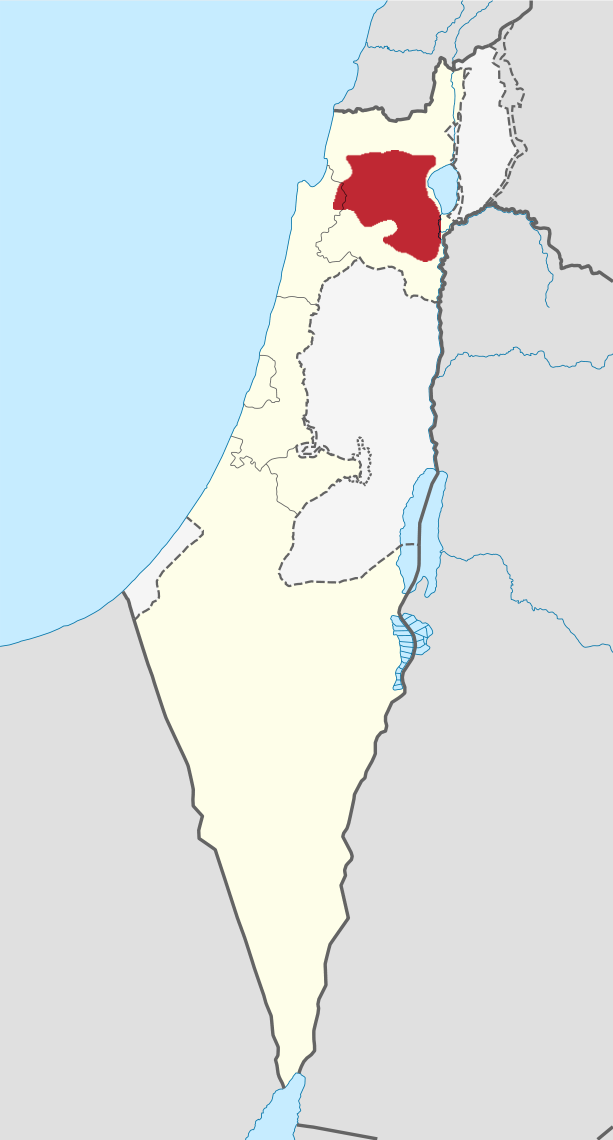
下加利利地圖

下加利利（希伯來語：‎，羅馬化：HaGalil HaTaḥton；阿拉伯语：‎，羅馬化：Al Jalil Al Asfal）是以色列以色列的一個地區，其南界是耶斯列谷，東界是約旦河和加利利海。